# Duero
Duero (în portugheză: Douro, [ˈdowɾu, ˈdoɾu]) este unul din principalele fluvii din Peninsula iberică, care traversează nord-vestul Spaniei și nordul Portugaliei. Din lungimea sa de 897 km, 572 km sunt pe teritoriul Spaniei, 213 km (navigabili) sunt pe teritoriul Portugaliei și 112 km au un caracter internațional, curgând pe linia fronterei dintre cele două țări. El are un bazin hidrologic de colectare a apelor care se întinde pe o suprafață de  98.400 km², pe cursul lui se află mai multe baraje. După ce a traversat orașele  Soria,  și Zamora, Porto, la orașul Porto (Portugalia) se varsă în Atlantic. De la granița dintre Spania și Portugalia valea lui (Alto Douro) este o regiune renumită unde se produce vinul de Porto și care a fost declarat în anul 2001 patrimoniu mondial UNESCO.

## Afluenți mai importanți
- Esla,
- Valderaduey,
- Pisuerga
- Águeda,
- Yeltes,
- Tormes